# Pałac w Bielawie, ul. Piastowska 24
Pałac w Bielawie – zabytkowy pałac wybudowany na przełomie XIX/XX w. w Bielawie.

## Położenie
Pałac położony jest w Bielawie – mieście w województwie dolnośląskim, w powiecie dzierżoniowskim; na Przedgórzu Sudeckim, u podnóża Gór Sowich.